# Incendie de Carr

Périmètre de l'incendie de Carr basé sur la télédétection orbitale

 (septembre 2023).
La mise en forme du texte ne suit pas les recommandations de Wikipédia : il faut le « wikifier ».
Les points d'amélioration suivants sont les cas les plus fréquents. Le détail des points à revoir est peut-être précisé sur la page de discussion.
- Les titres sont pré-formatés par le logiciel. Ils ne sont ni en capitales, ni en gras.
- Le texte ne doit pas être écrit en capitales (les noms de famille non plus), ni en gras, ni en italique, ni en « petit »…
- Le gras n'est utilisé que pour surligner le titre de l'article dans l'introduction, une seule fois.
- L'italique est rarement utilisé : mots en langue étrangère, titres d'œuvres, noms de bateaux, etc.
- Les citations ne sont pas en italique mais en corps de texte normal. Elles sont entourées par des guillemets français : « et ».
- Les listes à puces sont à éviter, des paragraphes rédigés étant largement préférés. Les tableaux sont à réserver à la présentation de données structurées (résultats, etc.).
- Les appels de note de bas de page (petits chiffres en exposant, introduits par l'outil «  Source ») sont à placer entre la fin de phrase et le point final[comme ça].
- Les liens internes (vers d'autres articles de Wikipédia) sont à choisir avec parcimonie. Créez des liens vers des articles approfondissant le sujet. Les termes génériques sans rapport avec le sujet sont à éviter, ainsi que les répétitions de liens vers un même terme.
- Les liens externes sont à placer uniquement dans une section « Liens externes », à la fin de l'article. Ces liens sont à choisir avec parcimonie suivant les règles définies. Si un lien sert de source à l'article, son insertion dans le texte est à faire par les notes de bas de page.
- La présentation des références doit suivre les conventions bibliographiques. Il est recommandé d'utiliser les modèles {{Ouvrage}}, {{Chapitre}}, {{Article}}, {{Lien web}} et/ou {{Bibliographie}}. Le mode d'édition visuel peut mettre en forme automatiquement les références.
- Insérer une infobox (cadre d'informations à droite) n'est pas obligatoire pour parachever la mise en page.

Pour une aide détaillée, merci de consulter Aide:Wikification.
Si vous pensez que ces points ont été résolus, vous pouvez retirer ce bandeau et améliorer la mise en forme d'un autre article.
L'incendie de Carr ou Carr Fire était un grand incendie de forêt  brûlé[Quoi ?] dans les comtés de Shasta et Trinity en Californie, aux États-Unis. L'incendie a brûlé 229 651 acres (92 936 hectares; 359 milles carrés), avant d'arriver à 100 % le 30 août 2018. L'incendie de Carr a détruit au moins 1 604 structures (parmi elles 1 077 étaient des maisons) tout en en endommageant 277 autres,, à l'époque est décrit comme le sixième incendie le plus destructeur de l'histoire de la Californie (maintenant le neuvième incendie le plus destructeur),,, ainsi que le treizième plus grand incendie de forêt enregistré dans l'histoire moderne de la Californie (le septième en importance à l'époque). L'incendie de Carr a provoqué une perte de plus de 1,659 milliard de dollars (USD 2018), dont 1,5 milliard de dollars en pertes assurées et plus de 158,7 millions de dollars en coûts de suppression. L'incendie a détruit plusieurs villes autour du lac Whiskeytown. L'incendie a engagé au moment de l'apogée jusqu'à 4 766 membres du personnel de plusieurs agences à la fois. On a rapporté l'incendie dans l'après-midi du 23 juillet 2018, à l'intersection de l'autoroute 299 et de Carr Powerhouse Road, dans le district de Whiskeytown de la zone de loisirs nationale de Whiskeytown-Shasta-Trinity. Coïncidant avec le nom de l'incident, l'incendie s'est déclaré lorsqu'une crevaison sur un pneu d'un véhicule a fait gratter la jante de la roue contre l'asphalte, créant des étincelles qui ont déclenché l'incendie.
Le 26 juillet, l'incendie a sauté la rivière Sacramento et s'est propagé jusqu'à la ville de Redding, provoquant l'évacuation de 38 000 personnes. Des évacuations ont également eu lieu à Summit City, Keswick, Lewiston, Shasta Lake City, Igo, Ono et French Gulch. Huit personnes sont mortes dans l'incendie, y compris trois pompiers.

## Chronologie

### Juillet
L'incendie de Carr a été rapporté dans l'après-midi du 23 juillet 2018, à l'intersection de l'autoroute 299 et de Carr Powerhouse Road, dans le district de Whiskeytown de la zone de loisirs nationale de Whiskeytown-Shasta-Trinity, dans le comté de Shasta, en Californie, près de French Gulch. L'incendie aurait été déclenché accidentellement par un véhicule tirant une caravane à deux essieux. L'un des pneus de la remorque a éclaté, provoquant le raclement de la jante en acier le long de la chaussée, générant des étincelles qui ont enflammé la végétation sèche le long du bord de l'autoroute. Le vent a provoqué une propagation rapide du feu,. Les conditions chaudes et le terrain escarpé et inaccessible ont présenté des défis aux équipes de pompiers alors qu'elles renforçaient les lignes de confinement. L'autoroute 299 a été fermée et French Gulch a été placé sous évacuation obligatoire.
Dans la nuit du 25 au 26 juillet, l'incendie s'est étendu à 20 000 acres (8 094 ha) de la superficie totale brûlée. Dans la soirée du 26 juillet, l'incendie avait brûlé 28 763 acres (11 640 ha) et était contenu à 10 pour cent. Il aurait détruit 15 bâtiments et endommagé 5 autres, tout en restant une menace pour 496 autres bâtiments . L'incendie a dépassé la rivière Sacramento et des parties de la zone ouest de Redding ont été soumises à des ordres d'évacuation obligatoires. L'alimentation électrique des résidents de North Redding a été coupée par Redding Electric Utility. L'état d'urgence a été déclaré par le gouverneur Jerry Brown . Le centre d'évacuation du lycée Shasta a été transféré au Shasta College. Un pompier a été tué en conduisant d'un bulldozer. La Garde nationale a été appelée pour aider à combattre l'incendie dans la nuit du 26 juillet.
L'incendie est resté actif pendant la nuit, les équipes de pompiers continuant de construire des lignes de confinement. Cependant, les équipes ont été bloquées dans leur travail en raison de l'agressivité de feu. Juste après minuit, des ordres d'évacuation ont été mis en place pour le barrage de Shasta, Summit City et les quartiers de l'ouest de Redding. Un deuxième pompier, Jeremy Stoke du service d'incendie de Redding, a été tué et il a été signalé que trois pompiers du comté de Marin avaient été brûlés. Ils défendaient une structure lorsqu'un souffle de chaleur provenant des flammes s'est dirigé vers eux. Tous les trois ont été libérés, l'un d'eux étant évalué au Davis Burn Center de l'Université de Californie pour des brûlures au visage, aux mains et aux oreilles,,.
Dans la soirée du 27 juillet, l'incendie avait détruit 500 structures et en menaçait près de 5 000. L'église communautaire CrossPointe a été désignée comme troisième lieu d'évacuation. Amtrak a annoncé que son service Coast Starlight s'arrêterait à Sacramento et à Klamath Falls et qu'un transport alternatif serait proposé. Les lignes de confinement sont restées du jour au lendemain la priorité des pompiers. Des avertissements de drapeau rouge et des avis de chaleur ont été mis en place pour la région.
Le lendemain matin, plus de 38 000 personnes avaient été évacuées. La capacité du centre d'évacuation du Shasta College a complèté au 28 juillet et deux autres abris préparé par la Croix-Rouge, ainsi qu'un à l'église Grace Baptist, ont été ouverts. Le président Donald Trump a déclaré l'état d'urgence dans l'État de Californie en raison de cet incendie et d'autres incendies qui ravagent l'État. Les communautés de Happy Valley et d'Anderson, ainsi que d'autres zones, ont été soumises à une évacuation obligatoire en milieu de matinée. Une femme et deux enfants ont été disparus, le 26 juillet en raison de l'incendie, ont été déclarés morts. D'autres bâtiments ont été évalués pour leurs dommages, portant le total à 536 détruits et 117 endommagés. Les vents étaient irréguliers, alimentés par le temps chaud, ce qui a provoqué des incendies ponctuels dans toute la zone incendiée. L'école de Weaverville a été fermée en tant que centre d'évacuation et un nouveau centre a été ouvert à lycée de Trinity. Dans la soirée, de nouveaux ordres d'évacuation ont été mis en place pour l'autoroute 299, à Trinity Dam Road, à l'ouest de Douglas City et d'autres subdivisions voisines.
Un sixième décès a été rapporté le 29 juillet, alors que l'incendie s'est déplacé des zones vraiment peuplées vers les zones rurales des comtés de Shasta et de Trinity. La communauté de Lewiston a été évacuée. Dans la soirée, le taux de maîtrise des incendies était passé de 5 à 17 pour cent. La Garde nationale a été affectée à Redding pour surveiller les pillages dans les quartiers évacués. Le lendemain, le repeuplement a commencé dans les zones de l'ouest de Redding, du lac Shasta et de Happy Valley qui avaient été précédemment évacuées,,. Pendant la nuit, le renforcement des lignes de confinement est resté une priorité alors que les vents d’est et d’ouest convergeaient et créaient des défis pour les pompiers. Les efforts de repeuplement se sont poursuivis à partir du matin du 31 juillet pour les zones de l'ouest de Redding, Summit City, Buckeye et Happy Valley,. Le célèbre chef Guy Fieri a fourni de la nourriture aux évacués de Redding.
Dans la soirée du 31 juillet, l'incendie avait brûlé 112,888 acres (46 ha) et était contenu à 30 pour cent. Les équipes ont été confrontées à l'incendie le long de la limite ouest, où le feu a brûlé sur un terrain élevé avec des vents violents et des combustibles secs.

#### Tourbillon de feu de Redding
Un puissant tourbillon de feu avec des vents estimés à plus de 143 mi (230 km) par heure - équivalent à une tornade EF3 - développé dans l'incendie de Carr à Redding, en Californie, en juillet 26. Rester au sol de 7h30 – 8h00 pm, le tourbillon de feu a atteint une hauteur estimée à 18 000 pi (5 486,4 m) et a causé d'importants dégâts semblables à ceux d'une tornade en propageant l'incendie. Les vents ont renversé les pylônes de transmission, déchiqueté le feuillage et les arbres écorcés et déracinés. Le panache de fumée du tourbillon dominait le site de l’incendie de forêt. Des dégâts importants ont été causés dans les zones épargnées par l'incendie, notamment des signes d'affouillement du sol. Trois personnes ont été tuées à l'intérieur de leur maison de Redding après que les murs de la structure ont explosé et que le toit s'est effondré sur les occupants. Plusieurs autres maisons ont subi d'importants dégâts au toit.

### Août
Le feu a atteint plus de 2 000 acres (809 ha) et 35 pour cent de confinement, car le feu a brûlé jusqu’au 1er août. En fin de matinée, les ordres d’évacuation ont été levés pour la subdivision Mary Lake et, plus tard dans la journée, les résidents ont été autorisés à retourner au chemin Plateau,. La ville de Redding a fermé sa ligne d’assistance pour les personnes disparues liées à l’incendie de Carr, car toutes les personnes disparues ont été retrouvées. Le Shasta College, qui servait de centre d’évacuation, a repris ses services normaux. Six personnes ont été arrêtées pour pillage présumé ou pour avoir été illégalement évacuées. La zone à l’ouest de Lakehead, en Californie, a été fermée au public pour permettre la sécurité des équipes de pompiers. Jusqu’à présent, l’incendie a détruit 1546 structures, dont 1058 résidentielles et 13 commerciales.
Le matin du 2 août, le feu a couvert 125 842 acres (50 926 ha) et est resté confiné à 35 pour cent. Plus de 1600 structures sont toujours menacées à cause de l’incendie. Le feu de Carr a continué de croître à mesure que le terrain, le vent et les combustibles secs continuaient de créer des défis pour les équipes de pompiers. Les quartiers de Sunset West, Sunset Terrace, Ranch Land Acres, Middletown Park et Centerville ont été rouverts à la population le matin. Le 4 août, le feu a atteint 145 015 acres (58 685 ha) et 41 % de confinement. Le gouverneur de Californie Jerry Brown a visité le site et a annoncé qu’il avait demandé une déclaration de catastrophe majeure, qui fournit une aide fédérale. Plus tard dans la journée, le président Donald Trump a approuvé la demande pour le comté de Shasta.Un septième décès a été signalé lorsqu’un employé de PG&E est décédé dans un accident de véhicule.
Le 9 août, le feu a atteint 178 752 acres (72 338 ha), avec 49 % de confinement. Tôt ce matin-là, un mécanicien d’équipement lourd de Cal Fire a été tué dans un incident de la circulation, portant le nombre total de morts à huit.
Au cours de la soirée du 30 août, l’incendie de Carr a été signalé à 100 %, à 229 651 acres (92 936 ha).

## Effets
Le feu de Carr est le neuvième feu de forêt le plus destructeur de l’histoire de la Californie. Il a provoqué l’évacuation de plus de 36 000 personnes dans les communautés de French Gulch, Igo, Ono, Lewiston, Douglas City, Shasta, Shasta Lake City, Summit City et la ville de Redding, et a provoqué la fermeture de certaines parties de la route 299 de l’État de Californie. L’incendie a touché directement les sources d’eau Keswick Dam et Shasta Dam.Le réseau Carr Fire Pet Rescue and Reunification a été créé après que l’incendie a été maîtrisé et se coordonne avec le réseau Tubbs Fire Pet Rescue and Reunification pour aider les animaux capturés qui ont été perdus lors des évacuations.

### Loisire
L’incendie a touché les activités récréatives. Aux premiers stades, l’accès à la zone de loisirs nationale Whiskeytown–Shasta–Trinity a été interrompu, en particulier dans le comté de Shasta, y compris l’accès au ruisseau Whiskey et au lac Whiskeytown. La zone entourant le barrage de Shasta et le centre des visiteurs du barrage ont été évacués et fermés. Le parc Lake Redding et le terrain de golf adjacent ont été fermés en raison de l’incendie après avoir sauté le fleuve Sacramento, détruisant près de 40 maisons dans le quartier environnant. Le Bureau of Land Management a fermé des sentiers dans l’ouest de Redding.

### Transport
Le service Amtrak sur le Coast Starlight a été interrompu entre Sacramento et Klamath Falls, dans l’Oregon. Amtrak a organisé un transport alternatif pour les voyageurs entre ces deux villes.
De grandes parties de la route 299 ont été fermées à cause de l’incendie. De nombreuses sections de la route à travers Redding ont été fermées, y compris le North Market Street Bridge qui relie le centre-ville de Redding au quartier de Benton Tract. L’autoroute 273 a été fermée dans de nombreux secteurs.

### Resource
L’accès au barrage de Keswick a été restreint et les zones environnantes ont été évacuées à la suite de l’incendie.

### Culturel
L’accès aux vestiges de la ville fantôme historique de Gas Point a été restreint en raison de l’incendie. Un incendie de 2008 avait détruit la ville historique. La ville historique de French Gulch a été évacuée et fermée. C’était la deuxième fois que la communauté était évacuée en raison d’un incendie, l’évacuation précédente ayant eu lieu en août 2004, dans laquelle 103 structures ont brûlé dans la communauté. Le parc historique d’État de Shasta a également été touché, où l’école des années 1920 a été détruite et d’autres bâtiments ont été endommagés. Les artefacts avaient été retirés avant l’incendie.

### Pollution de l'aire
L’incendie a affecté la qualité de l’air dans tout le nord de la Californie et la vallée centrale jusqu’à Bakersfield, Oregon, Washington et Nevada. La fumée a atteint aussi loin au nord que Seattle, Washington et Boise, Idaho,.